# Germano Natali
Germano Natali (...) è un truccatore ed effettista italiano.

## Biografia
Ha collaborato con registi quali Lucio Fulci, Dario Argento e Lamberto Bava, curando gli effetti speciali di film come Profondo rosso, Suspiria, Inferno, Luca il contrabbandiere e ...e tu vivrai nel terrore! - L'aldilà.

## Filmografia

### Effetti speciali
- Ci risiamo, vero Provvidenza?, regia di Alberto De Martino (1973)
- Profondo rosso, regia di Dario Argento (1975)
- Suspiria, regia di Dario Argento (1977)
- Il gatto, regia di Luigi Comencini (1977)
- Nero veneziano, regia di Ugo Liberatore (1978)
- Scontri stellari oltre la terza dimensione (Starcrash), regia di Luigi Cozzi (1978)
- Inferno (film 1980), regia di Dario Argento (1980)
- Luca il contrabbandiere, regia di Lucio Fulci (1980)
- Io e Caterina, regia di Alberto Sordi (1980)
- ...e tu vivrai nel terrore! - L'aldilà (And You Will Live in Terror: The Beyond), regia di Lucio Fulci (1981)
- L'isola del gabbiano - serie TV, 5 episodi (1981)
- I nuovi barbari, regia di Enzo G. Castellari (1982)
- Il tesoro delle 4 corone (El tesoro de las cuatro coronas), regia di Ferdinando Baldi (1983)
- Hercules, regia di Luigi Cozzi (1983)
- Tuareg - Il guerriero del deserto, regia di Enzo G. Castellari (1984)
- Shark - Rosso nell'oceano, regia di Lamberto Bava (1984)
- André schafft sie alle, regia di Peter Fratzscher (1985)
- Allan Quatermain e le miniere di re Salomone (King Solomon's Mines), regia di J. Lee Thompson (1985)
- Gli avventurieri della città perduta (Allan Quatermain and the Lost City of Gold), regia di Gary Nelson (1986)
- Opera, regia di Dario Argento (1987)
- Minaccia d'amore, regia di Ruggero Deodato (1988)
- Volere volare, regia di Maurizio Nichetti e Guido Manuli (1991)
- Fantaghirò, regia di Lamberto Bava - miniserie TV (1991)
- La fine è nota, regia di Cristina Comencini (1993)
- Il mostro, regia di Roberto Benigni (1994)
- Ritratto di signora (The Portrait of a Lady), regia di Jane Campion (1996)
- The Eighteenth Angel, regia di William Bindley (1998)
- L'odore della notte, regia di Claudio Caligari (1998)
- La leggenda del pianista sull'oceano, regia di Giuseppe Tornatore (1998)
- Svitati, regia di Ezio Greggio (1999)
- L'ombra del gigante, regia di Roberto Petrocchi (2000)
- Druids - La rivolta (Vercingétorix), regia di Jacques Dorfmann (2001)
- Tre mogli, regia di Marco Risi (2001)
- A cavallo della tigre, regia di Carlo Mazzacurati (2002)
- Il trasformista, regia di Luca Barbareschi (2002)
- Marcinelle, regia di Andrea Frazzi e Antonio Frazzi - miniserie TV (2003)
- Rita da Cascia, regia di Giorgio Capitani - miniserie TV (2004)
- La freccia nera, regia di Fabrizio Costa - miniserie TV (2006)
- La stella che non c'è di Gianni Amelio (2006)
- Codice rosso (serie televisiva) - serie TV (2006)
- Commediasexi, regia di Alessandro D'Alatri (2006)
- Coco Chanel, regia di Christian Duguay - miniserie TV (2008)
- Il coraggio di Angela, regia di Luciano Manuzzi - miniserie TV (2009)

### Trucco
- Lo squartatore di New York, regia di Lucio Fulci (1982)
- I nuovi barbari, regia di Enzo G. Castellari (1982)